# Галлахер, Келли
Келли Мари Галлахер, MBE (англ. Kelly Marie Gallagher; род. 18 мая 1985 года) — британская североирландская горнолыжница; первая уроженка Северной Ирландии, выступившая на зимних Паралимпийских играх; первая чемпионка зимних Паралимпийских игр от Великобритании (выиграла в 2014 году в Сочи в супергиганте).

## Биография
Родилась 18 мая 1985 года. Выросла в городе Бангор, графство Даун. Отец — Патрик Галлахер, лётчик гражданской авиации. Окончила математический факультет университета Бата. У неё глазной альбинизм с рождения, вследствие чего Келли считается паралимпийской спортсменкой с нарушениями зрения.
Галлахер завоевала первую награду в 2009 году на Новозеландских зимних Играх вместе с Клэр Робб в качестве ведущей — золотая медаль в гигантском слаломе. В феврале 2010 года отобрана в сборную Великобритании для участия в зимней Паралимпиаде 2010 года, её участие проспонсировали Программа поддержки спортсменов Северной Ирландии, Институт спорта Северной Ирландии и Комитет спортсменов-инвалидов Северной Ирландии. В группе из семи лыжников Галлахер стала первой североирландской спортсменкой на Зимних Паралимпийских играх, выступив в гигантском слаломе и классическом слаломе. Она заняла шестое место в слаломе, а в гигантском слаломе её от медали отделили 3,36 секунд.

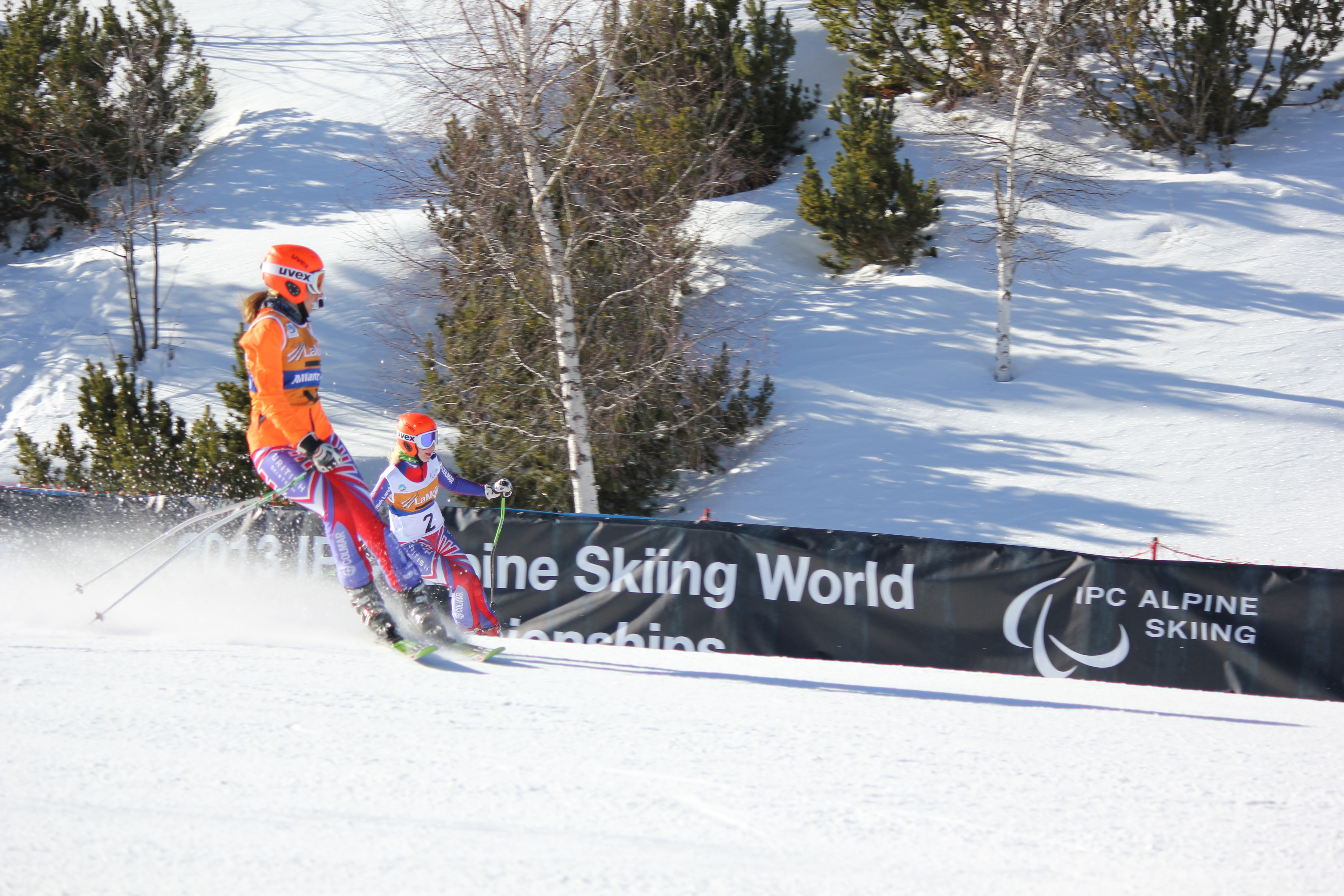
Скоростной спуск на чемпионате мира 2013 года: Келли Галлахер (в белом) и Шарлотт Эванс (в оранжевом)

После Паралимпиады Галлахер в рамках подготовки к грядущим Играм в Сочи нашла нового гида, которой оказалась 19-летняя Шарлотт Эванс из Медуэя. Эванс покинула большой спорт в 2009 году после травмы крестообразных связок, но пошла на тренерские курсы. В январе 2011 года Галлахер стала первой медалисткой на паралимпийском чемпионате мира по горнолыжному спорту: в паре с Эванс она выиграла серебряную медаль в слаломе и бронзовую в гигантском слаломе на чемпионате в Сестриере, причём на тот момент Галлахер и Эванс работали друг с другом всего пять недель. В том же году они победили в финале Кубка Европы в слаломе.
В 2013 году в активе Галлахер было уже четыре медали чемпионата мира: две серебряные в супергиганте и суперкомбинации и две бронзовые в скоростном спуске и гигантском слаломе. 10 марта 2014 года в Сочи состоялись соревнования по супергиганту в рамках зимних Паралимпийских игр, и Келли Галлахер принесла первое золото Великобритании на этих играх, выиграв соревнования в супергиганте. Выступления в суперкомбинации и гигантском слаломе закончились для неё падением на трассе. Тем не менее, ко Дню рождения Королевы в 2014 году Галлахер была награждена орденом Британской империи за заслуги перед спортом для людей с нарушением зрения. Также она награждена медалью Пери от Лыжного клуба Великобритании наравне с другими призёрами зимних Олимпийских и Паралимпийских игр в Сочи.